# Almos
Dans la mythologie grecque, Almos est un prince corinthien qui fonde la ville béotienne d'Almonès, à proximité d'Orchomène.

## Famille
Almos est le fils de Sisyphe et de Mérope. Il est le frère de Glaucos, Ornytion et Thersandre. 
Il a deux filles Chrysé (de) et Chrysogénie (en) qui fréquentent respectivement Arès et Poséidon.
Étéocles (en), roi de Béotie, cède une petite partie de son royaume à Almos. Il y fonde la ville d'Almonès. Lorsqu'Étéocle meurt sans enfant, ce sont les descendants d'Almos qui lui succèdent sur le trône.

### Sources
1. ↑  « Mythologie grecque: Sisyphe », sur mythologica.fr (consulté le 3 mars 2023)